# 坦格爾伍德 (印第安納州)
坦格爾伍德（英語：Tanglewood）是位於美國印地安納州艾倫縣的一個非建制地區。該地的面積和人口皆未知。

## 地理
坦格爾伍德的座標為41°04′24″N 85°00′16″W / 41.07333°N 85.00444°W，而該地的平均海拔高度為233米（即764英尺）。